# Thesea boniensis
Thesea boniensis is een zachte koraalsoort uit de familie Plexauridae. De koraalsoort komt uit het geslacht Thesea. Thesea boniensis werd in 1931 voor het eerst wetenschappelijk beschreven door Aurivillius. 